# Cnemaspis phuketensis
Cnemaspis phuketensis är en ödleart som beskrevs av  Das och LEON 2004. Cnemaspis phuketensis ingår i släktet Cnemaspis och familjen geckoödlor. Inga underarter finns listade i Catalogue of Life.